# Börje Svensson (konstnär)
Börje Ragnar Svensson, född 23 februari 1938 i Ystad, är en svensk målare och gravör.
Han är son till mätningsmannen Tage Svensson och Anna Laura Nilsson och gift med Inga-Mia Hultman-Svensson. Efter att han utbildat sig och arbetat som gravör 1955–1959 studerade han vid Kungliga konsthögskolan i Stockholm 1961–1966. På stipendium från H Ax:son Johnsons stiftelse studerade han konst under resor till Nederländerna, Paris och Leningrad 1962–1965. Han tilldelades konstakademiens Jenny Lind stipendium 1966 och 1967 samt Ester Lindahls stipendium 1970. Han medverkade bland annat i Liljevalchs Stockholmssalonger och den nordiska ungdomsbiennalen på Louisiana i Humlebæk. Hans konst består av ett koloristiskt betonat måleri med skiftande motiv utförda i olja eller plastfärg.